# Premio Memorial Astrid Lindgren
El Premio Memorial Astrid Lindgren  (ALMA) se concedió por primera vez en 2003. Es otorgado anualmente por el gobierno de Suecia, a un autor de literatura infantil y juvenil, a un ilustrador o a un promotor de la lectura, de cualquier país del mundo. En sus primeras ediciones se acompaña de una dotación de unos 540.000 euros. Es homenaje a la escritora sueca Astrid Lindgren. 
El nombre y lugar de entrega del premio provoca ciertas confusiones. Por un lado, no debe confundirse el premio en memoria de Astrid Lindgren con el "premio Astrid Lindgren", de carácter nacional, que entrega la editorial sueca Rabén & Sjögren. Por otro lado, cuando se habla del "Nobel de la literatura infantil" suele hacerse referencia al premio Hans Christian Andersen, que se concede desde 1956. 

## Galardonados
2003: Maurice Sendak 
2003: Christine Nöstlinger 
2004: Lygia Bojunga Nunes 
2005: Ryôji Arai  y Philip Pullman 
2006: Katherine Paterson 
2007: Banco del Libro 
2008: Sonya Hartnett 
2009: Tamer Institute for Community Education Palestina
2010: Kitty Crowther 
2011:  Shaun Tan 
2012: Guus Kuijer 
2013: Marisol Misenta 
2014: Barbro Lindgren 
2015: PRAESA 
2016: Meg Rosoff /
2017: Wolf Erlbruch 
2018: Jacqueline Woodson 
2019: Bart Moeyaert 
2020: Baek Hee-na 
2021: Jean Claude Mourlevat 
2022: Eva Lindström 
2023: Laurie Halse Anderson 
2024: Fundación de Alfabetización Indígena 
2025: Marion Brunet 